# N-hidroksi-2-acetamidofluor reduktaza
N-hidroksi-2-acetamidofluor reduktaza (EC 1.7.1.12, -hidroksi-2-acetilaminofluorna reduktaza, NAD(P)H:N-hidroksi-2-acetamidofluorna N-oksidoreduktaza) je enzim sa sistematskim imenom 2-acetamidofluor:NAD(P)+ oksidoreduktaza. Ovaj enzim katalizuje sledeću hemijsku reakciju
2-acetamidofluor + + + 2O {\displaystyle \rightleftharpoons } -hidroksi-2-acetamidofluor + +
Ovaj enzim takođe deluje, mada sporo, na N-hidroksi-4-acetamidobifenil.

## Literatura
- Nicholas C. Price; Lewis Stevens (1999). Fundamentals of Enzymology: The Cell and Molecular Biology of Catalytic Proteins (Third изд.). USA: Oxford University Press. ISBN 019850229X.
- Eric J. Toone (2006). Advances in Enzymology and Related Areas of Molecular Biology, Protein Evolution (Volume 75 изд.). Wiley-Interscience. ISBN 0471205036.
- Branden C; Tooze J. Introduction to Protein Structure. New York, NY: Garland Publishing. ISBN 0-8153-2305-0.
- Irwin H. Segel. Enzyme Kinetics: Behavior and Analysis of Rapid Equilibrium and Steady-State Enzyme Systems (Book 44 изд.). Wiley Classics Library. ISBN 0471303097.

## Spoljašnje veze
- N-hydroxy-2-acetamidofluorene+reductase на 